# (300095) 2006 UL252
(300095) 2006 UL252 es un asteroide perteneciente al cinturón de asteroides, descubierto el 27 de octubre de 2006 por el equipo del Mount Lemmon Survey desde el Observatorio del Monte Lemmon, Arizona, Estados Unidos.

## Designación y nombre
Designado provisionalmente como 2006 UL252.

## Características orbitales
2006 UL252 está situado a una distancia media del Sol de 3,046 ua, pudiendo alejarse hasta 3,556 ua y acercarse hasta 2,537 ua. Su excentricidad es 0,167 y la inclinación orbital 2,213 grados. Emplea 1942,58 días en completar una órbita alrededor del Sol.

## Características físicas
La magnitud absoluta de 2006 UL252 es 17,1.